# Бред Белик
Бредли „Бред” Белик (енгл. Bradley "Brad" Bellick) измишљени је лик из америчке ТВ серије Бекство из затвора. Његов лик тумачи Вејд Вилијамс.
У првој сезони серије, Белик игра као стражар у затвору „Фокс ривер”, док су у другој сезони он и Гири заједно у потрази за скривених 5 милиона долара. У трећој сезони Белик доспева — заједно са Махоном, Мајклом и Ти-Бегом — у Панамски затвор „Сона”; побегао је из овог затвора, а онда у четвртој сезони погинуо.
Капетан Белик је положио испит за стражара у казнено-поправној установи одмах по завршетку средње школе и од тада ради у затвору „Фокс ривер”. Пре три године, упркос оптужбама везаним за малтретирање затвореника, Белик је унапређен у затворског капетана. У његове дужности, између осталих, спада и помоћ приликом транспорта осуђеника на смрт до електричне столице, вођење затворског радног програма и надгледање дневних активности свих затвореника из општег крила затвора.